# Scinax uruguayus
Scinax uruguayus és una espècie de granota que es troba a l'Argentina, el Brasil i l'Uruguai.